# جاك بينيت (سياسي)
جاك بينيت  (8 يوليو 1915 - 23 أبريل 2009) (بالفرنسية: Jacques Bénet)‏ سياسي فرنسي، تقلد مناصب إدارية رفيعة، وهو من الأقدام السوداء.

## مسيرته
ينحدر بينيت من عائلة من المزارعين أقامت لفترة طويلة في نورماندي. درس في مدرسة لامبرت الخاصة في روان. في سن الـ18، وصل إلى باريس، والتحق بالمدرسة التحضيرية الدنيا (Hypokhagne) في مدرسة لويس الكبير الثانوية وبدأ دراسة القانون. عاش في مدرسة داخلية في شارع فوجيرارد بالدائرة السادسة في باريس، حيث التقى بفرنسوا ميتران.
التحق بالمدرسة الوطنية للمواثيق، وتخرّج منها سنة 1939.

## الاهتمام بقضايا البربر
في عام 1965، التقى في باريس بمحند أعراب بسعود، مقاوم جزائري خلال ثورة التحرير الجزائرية وناشط أمازيغي، ومعارِض لنظام بومدين، ولاجئ في فرنسا. وقام رفقته بتأسيس الأكاديمية البربرية في باريس سنة 1966.
تحدّث محند أعراب بسعود عن جاك بينيت في كتابه "تاريخ الأكاديمية البربرية"، حيث قال: